# Årets förvillare
Årets förvillare är en utmärkelse som sedan 1987 utdelas årligen av föreningen Vetenskap och Folkbildning (VoF). Priset ges till en person eller organisation som motverkat vetenskap.
| ”                | Till årets förvillare kan den utses som i Sverige under året, frivilligt eller av grov oaktsamhet, bidragit till att skapa förvirring och oklarhet om vetenskapens metoder och resultat. Särskild vikt ska fästas vid insatser för att främja auktoritetstro och en okritisk inställning till sådant som sägs i vetenskapens namn. | „ |
| – VoFs webbplats | |   |

Föreningen delar även ut Årets folkbildare till den som under året arbetat för populariseringen av vetenskap.

## Årets förvillare
Nedan listas mottagarna av Årets förvillare tillsammans med föreningens motivering.
| År   | Mottagare                                                                                                  | Motivering |
| ---- | --- | --- |
| 1987 | Dag Stålsjö                                                                                                | "för sina okritiska TV-program om bland annat evighetsmaskiner, slagrutor och fornsvensk historia." |
| 1988 | Amelia Adamo                                                                                               | "för den okritiska journalistiken i Aftonbladets söndags- och hälsobilagor." |
| 1989 | Den statliga alternativmedicinkommittén                                                                    | "som avstod från att ta reda på vilka positiva och negativa effekter som olika behandlingsmetoder har." |
| 1990 | TV4 | "för programserien Sjunde sinnet." |
| 1991 | Jens Tellefsen                                                                                             | "som spridit vantolkningar och missförstånd om fysiken." |
| 1992 | Catrin Jacobs                                                                                              | "för sina okritiska TV-program om astrologi." |
| 1993 | Sassa Åkervall                                                                                             | "för sin förmåga att kombinera dålig underhållning med vilseledande påståenden om naturen och universum. Åkervall har kvalificerat sig för utmärkelsen genom en serie program om det övernaturliga i TV 3." |
| 1994 | Lotta von Arnold                                                                                           | "för sina insatser för att sprida myter och vanföreställningar, bland annat genom den så kallade Peace in mind-festivalen." |
| 1995 | Nils-Axel Mörner                                                                                           | "som med sina slagrutekurser pådyvlat studenterna sedan länge motbevisade myter." |
| 1996 | Kommittén för The Right Livelihood Award                                                                   | "som utsett en homeopat till ett prestigefyllt pris", efter att George Vithoulkas tilldelats priset. |
| 1997 | Toni Ivergård                                                                                              | "för att ha ansvarat för att arbetslösa skickas på New Age-inspirerade kurser." |
| 1998 | Erland Lagerroth                                                                                           | "för hans enträgna försök att göra en ytligt mystifierande attityd till naturvetenskapen akademiskt respektabel." |
| 1999 | Eva Moberg                                                                                                 | "för hennes vetenskapsfientliga idéer och okritiska propagerande för pseudovetenskap såsom telepati och healing och andra aktiviteter inom New Age." |
| 2000 | Susanna Ehdin                                                                                              | "för hennes hälsofarliga råd om kost och hälsa baserade på hennes vantolkningar av vetenskapliga studier." |
| 2001 | Mats Molén                                                                                                 | "för hans förnekande av evolutionen utifrån pseudovetenskapliga resonemang." |
| 2002 | Nykterhetsrörelsens bildningsverksamhet i Örebro län och dess chef Rosemarie Johansson                     | "för att ha ordnat pseudovetenskapliga aktiviteter." |
| 2003 | Kanal 5 | "för programserien Förnimmelse av mord, som bidragit till att sprida vanföreställningar och till att underlätta för charlataner att skaffa sig inflytande över andra människors liv." |
| 2004 | Olle Johansson, docent i neurovetenskap vid enheten för experimentell dermatologi på Karolinska institutet | "för hans mångåriga, lika tvärsäkra som onyanserade varningar för negativa hälsoeffekter av elektromagnetiska fält." |
| 2005 | Ella Bohlin, ordförande i Kristdemokratiska Ungdomsförbundet (KDU)                                         | "för hennes vilja att jämställa skapelsetro med vetenskap i svenska skolor." |
| 2006 | Svenska Dagbladets Idag-redaktion                                                                          | "för publiceringen av en grovt vilseledande artikelserie om s.k. energimedicin." |
| 2007 | Tvärvetenskapliga arbetsgruppen ("Tvagen") vid Landstinget Kronoberg                                       | "för dess benägenhet att bjuda in pseudovetenskapare att hålla seminarium." |
| 2008 | Vidarkliniken i Järna och dess verksamhetschef Ursula Flatters                                             | "för att under en följd av år ha använt pseudovetenskapliga behandlingsmetoder." |
| 2009 | Annika Dahlqvist                                                                                           | "att hon under året uttalat sig på ett särskilt ovederhäftigt sätt om kopplingen mellan kost och sjukdomar." |
| 2010 | Stockholmsinitiativet                                                                                      | "för sitt förnekande av det vetenskapliga kunskapsläget inom klimatforskningen." |
| 2011 | Miljönämnden i Mora/Orsa                                                                                   | "miljönämnden bortsett från vetenskaplig kunskap i hanteringen av så kallad elöverkänslighet." |
| 2012 | P3 Nyhetsguiden                                                                                            | "spridit förvillande uppgifter om riskerna med HPV-vaccinet." |
| 2013 | Strålskyddsstiftelsen                                                                                      | "för sin skrämselpropaganda och vinklade rapportering om farorna med mobiltelefonanvändning och trådlösa nätverk." |
| 2014 | TV4 Nyhetsmorgon                                                                                           | "för att de vid en rad tillfällen släppt igenom pseudovetenskapliga och falska påståenden i programmet." |
| 2015 | Kaliber | "som i programmet Om en utlovad granskning som aldrig blev av gett lyssnarna intrycket att det finns avsevärda risker för allvarliga biverkningar av vaccinet mot humant papillomvirus. Genom att sända ett vinklat program och undanhålla forskningsrön riskerar programmet att medverka till att människor avstår från vaccination." |
| 2016 | Karolinska Institutets tidigare rektor professor Anders Hamsten och de övriga i KI:s ledning               | "för att ha medverkat till att tysta ned det forskningsfusk som begicks av kirurgen Paolo Macchiarini." |
| 2017 | Life-kedjan                                                                                                | "som Nordens ledande 'hälsokedja' representerar de en bransch där förvillande är regel snarare än undantag. Sortimentet utgör en provkarta av överdrifter." |
| 2018 | Thomas Erikson                                                                                             | "med boken Omgiven av idioter och sin omfattande föreläsningsverksamhet lyckats vilseleda en stor del av det svenska folket att tro på ren pseudovetenskap och grova psykologiska förenklingar." |
| 2019 | Region Halland, Region Östergötland, Region Västernorrland och Västra Götalandsregionen                    | "för att de spenderat miljontals kronor i skattemedel på pseudovetenskapliga utbildningar." |
| 2020 | Linda Karlström                                                                                            | "då hon är den mest synliga representanten för den svenska antivaccinationsrörelsen." |
| 2021 | Henrik Evertsson och juryn för Stora Journalistpriset 2020                                                 | "för att till en bred allmänhet lyft fram och legitimerat konspirationsteorier kring Estoniakatastrofen." |
| 2022 | Aftonbladet och Expressen                                                                                  | "för blandning av spekulationer och fakta om sjukdomar". |
| 2023 | Swedish Paleo och Paleo Institute                                                                          | "för sitt förespråkande av stenålderskost." |
| 2024 | Funmed-koncernen                                                                                           | "för vilseledande marknadsföring, överdrivna påståenden om betydelsen av kosttillskott vid behandling av kroniska sjukdomar, samt dyra och icke evidensbaserade behandlingar av patienter." |